# Wipfra
La Wipfra est une rivière allemande coulant dans le land de la Thuringe et un affluent de la Gera, donc un sous-affluent de l'Elbe par l'Unstrut et la Saale.

## Géographie
Longue de 39,6 km.

### Bassin versant
Son bassin versant est de 165 km2

## Hydrologie
Son module est de 0,09 m3/s.

## Source de la traduction
- (de) Cet article est partiellement ou en totalité issu de l’article de Wikipédia en allemand intitulé « Wipfra (Fluss) » (voir la liste des auteurs).